# Catedral de São Paulo (Lisboa)
A Catedral de São Paulo é uma catedral anglicana em Lisboa, sede da Igreja Lusitana Católica Apostólica Evangélica, que é parte da Comunhão Anglicana. Situa-se na Rua das Janelas Verdes, na freguesia dos Prazeres.

## História
A catedral está instalada no que era o complexo de um convento dos Carmelitas Descalços conhecido como Convento de Nossa Senhora dos Remédios ou Convento dos Marianos. A construção do convento começou em 1606 e foi concluída em 1611. Construída em estilo arquitectónico maneirista, com a sua simplicidade de acordo com as regras da Ordem dos Carmelitas Descalços.
Após a supressão da ordem religiosa e demissão dos frades, o complexo foi convertido em quartel em 1835, servindo para o décimo sétimo batalhão da Guarda Nacional, e sede da delegacia a partir do ano seguinte.
Em 1872, o prédio foi colocado à venda em hasta pública, o imóvel foi comprado pela Igreja Presbiteriana Livre da Escócia, o que gerou muita polêmica devido à questão religiosa. Em 1898, o complexo foi adquirido pela Igreja Lusitana, e parte dele foi convertida em sede da Igreja.